# Доша
Доша в философии аюрведы — первичные жизненные силы, которые создаются в результате взаимодействия элементов.

Три доши и пять великих элементов, из которых они состоят

Согласно теории тридоши (त्रिदोषोपदेशः), tridoṣa-upadeśaḥ) (трех дош), здоровье человека зависит от сбалансированности дош.
- Вата (эфир и воздух) — принцип импульса, необходимый, чтобы мобилизовать функцию нервной системы.
- Питта (огонь и вода) — принцип энергии, который использует желчь, чтобы направить вываривание и следовательно метаболизм в венозную систему.
- Капха (вода и земля) — принцип жидкости тела, который связан со слизистыми субстанциями, смазывание и источник питательных веществ для артериальной системы.